# لیم وی-چای
لیم وی-چای (انگلیسی: Lim Wee-Chai؛ زادهٔ ۷ ژانویهٔ ۱۹۵۸) کارآفرین و سرمایه‌دار اهل مالزی است، که در سال ۱۹۹۱ شرکت تاپ گلاو را تأسیس کرد.